# 窦苹
窦苹（？—？）《宋史》无传，山东汶上人，字子野，北宋时期政治人物。
在宋神宗时任大理寺详断官，哲宗元年间任大理寺司直。著有中国存世最早的酒文化专著《酒谱》一书。